# Grapadora

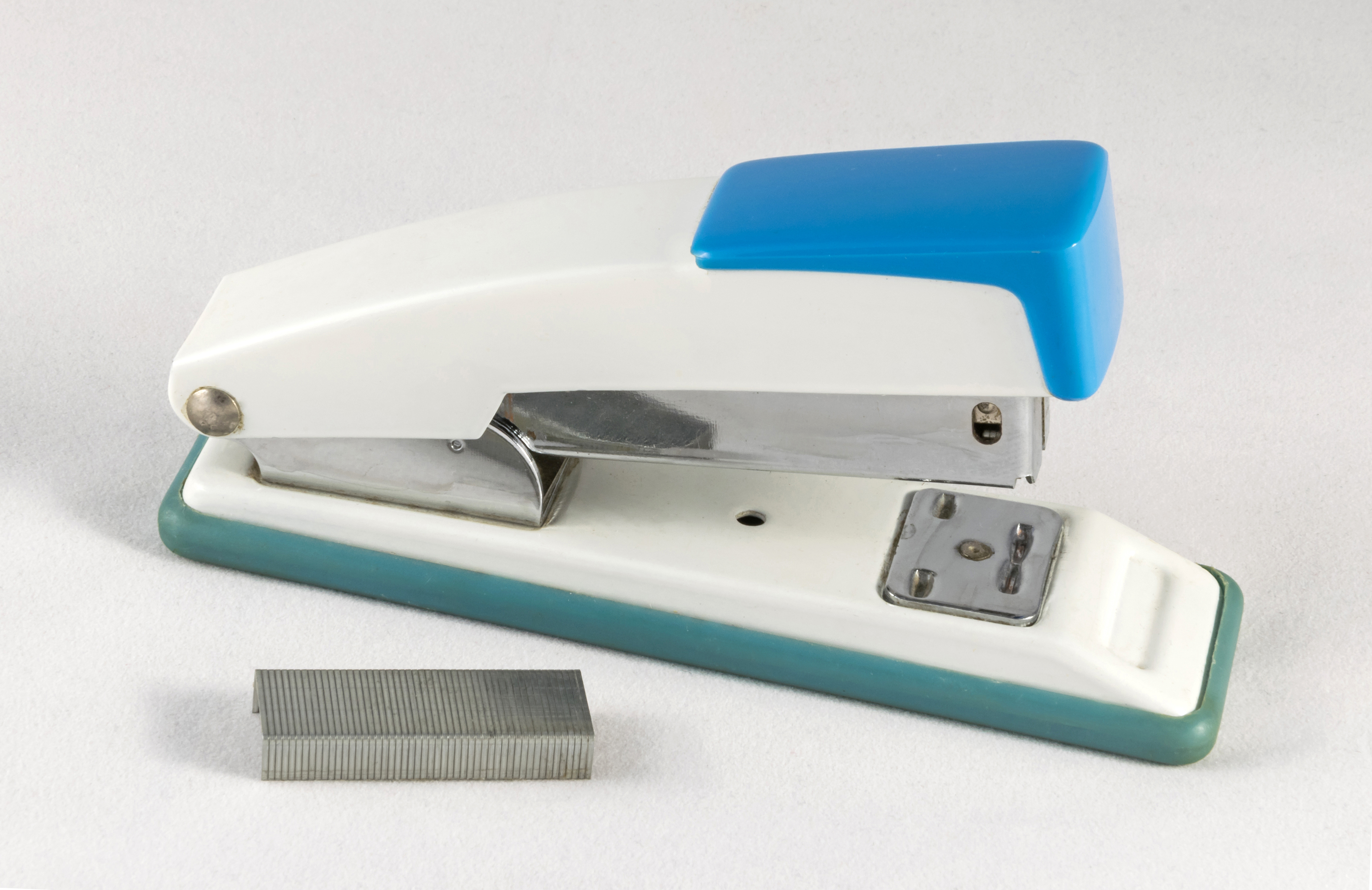
Grapadora

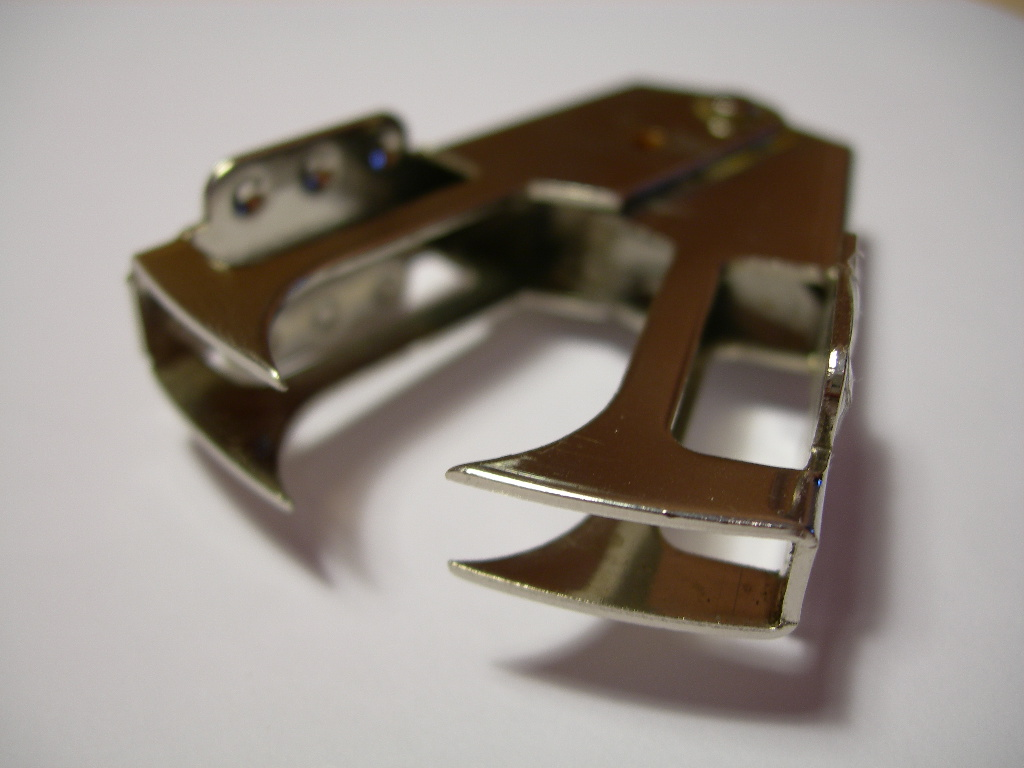
Quitagrapas

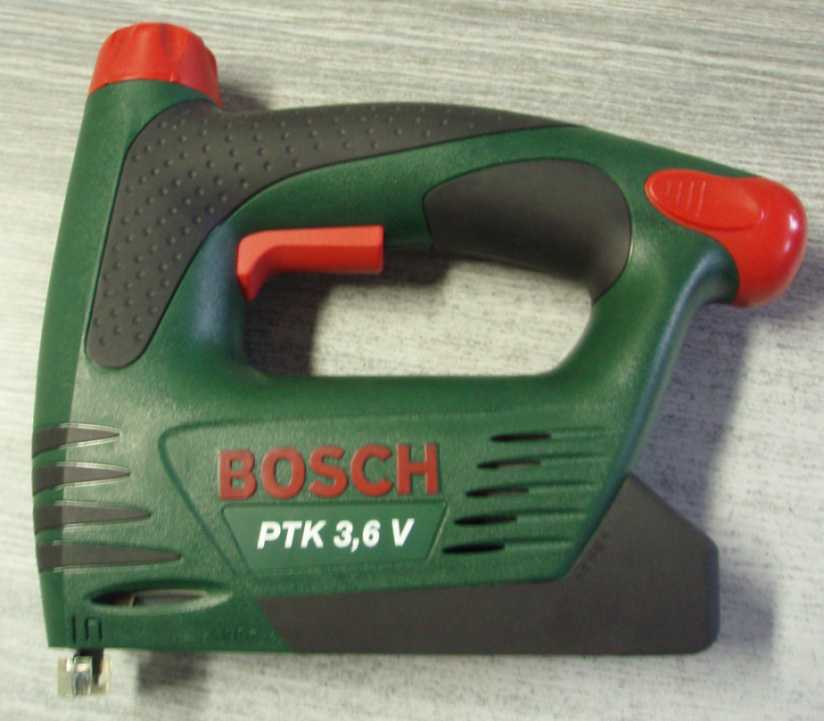
Grapadora industrial

Una grapadora o engrapadora es un utensilio que se emplea para unir hojas de papel, plástico o láminas de azufre colocando una grapa. Se trata de una palanca de tercer género.
Se utiliza en oficinas, comercio y hogar como parte de los instrumentos de papelería, especialmente para agrupar hojas, y entre las herramientas de bricolaje para la sujeción de piezas. También se emplea para unir cuadernillos en ciertos tipos de encuadernación. 
Es medicina, hay un tipo especial de grapadora de uso quirúrgico, para sustituir a la sutura por grapas.

## Nombres
En español, esta herramienta recibe diversos nombres según el país:
| Nombre                   | País        |
| ------------------------ | ----------- |
| abrochadora, engrapadora | Argentina   |
| corchetera               | Chile       |
| engrapadora              | México      |
| grapadora, engrapadora   | Colombia    |
| engrapadora              | Perú        |
| engrapadora              | El Salvador |
| engrampadora             | Honduras    |
| engrampadora             | Uruguay     |
| presilladora             | Cuba        |
| engrapadora              | Venezuela   |
| grapadora                | España      |
| grapadora, engrapadora   | Puerto Rico |

## Historia
En numerosos relatos aparecidos desde la segunda mitad del siglo XX, se atribuye a artesanos franceses la invención de la primera engrapadora, fabricada en el siglo XVIII para el rey Luis XV de Francia. Según algunas fuentes, cada grapa se inscribía con la insignia del monarca o incluso con gemas. Otras versiones sostienen que era un dispositivo que utilizaba broches decorados con el sello real. Esta historia se originó en declaraciones de Jack Linsky inventor de un modelo de grapadora y fundador de la empresa Swingline, no obstante fuera de esta referencia no hay mención de tal artefacto, que parece improbable.
En el siglo XIX, el uso creciente de papel  generó una demanda de una grapadora eficaz. El 7 de agosto de 1866, la Oficina de Patentes Novelty patentó la grapadora Noveltlirtsen, que se utilizaba principalmente para grapar documentos o libros, pero también alfombras, muebles y cajas.
En 1866, Joan Barbour recibió la patente 56.567 de Estados Unidos para una pequeña grapadora de latón, precursora de las modernas. En 1867, recibió la patente 67.665 para un botón que servía para insertar la grapa. Barbour continuó trabajando en estos y otros modelos a lo largo de los años 1880.
El 18 de febrero de 1879, C. H. Gould recibió la patente 232.316 para la McGill Single-Stroken Staple Press. Este dispositivo pesaba 1 kg, y la grapa podía atravesar varias hojas de papel. A principios de 1912, se desarrollaron y patentaron varios dispositivos que golpeaban y doblaban documentos sin necesidad de grapa: la Clipless Standby Machine cortaba un pedazo de papel del documento que se doblaba hacia atrás.

## Partes
La grapadora manual consta de cuatro elementos articulados montados en un eje:
- La base, que tiene dos figuras que guían los extremos de la grapa para doblarlos bien, juntándolos o separándolos.
- El cargador de las grapas, en cuyo extremo hay dos rendijas: la superior, por la que entra la guillotina; y la inferior, por la que sale la grapa.
- El empujador, insertado en el cargador, que se desliza sobre una varilla y es accionado por un muelle para empujar las grapas hacia la rendija.
- La cubierta, que incorpora una guillotina que, al descender, clava la primera grapa del cargador en el papel.

Además de las manuales se emplean grapadoras eléctricas y neumáticas, que tienen un sistema parecido.

## Métodos de grapado

### De sujeción permanente
Es el método más utilizado. La grapa se clava en el papel y, gracias a unas fisuras de la base de la grapadora, los extremos de la grapa se giran hacia adentro.
Un quitagrapas es un simple dispositivo para retirar grapas mediante el uso de un par de garras curvas.

### Viradas
Este método se utiliza para la sujeción de los objetos a las superficies, por lo general las paredes o tableros de anuncios. 

### Pin
Se utiliza para unir temporalmente documentos u otros artículos, a menudo de tela. Con este método, la grapa se gira hacia afuera. La grapa se une con una relativa seguridad, pero se puede quitar fácilmente tirando de ella.

### Saddle
Las grapas tienen forma de V invertida. Este método se utiliza para hacer folletos.

## Grapadoras quirúrgicas
Las grapadoras quirúrgicas también llamadas suturas mecánicas, se utilizan a menudo como sustitutos de las suturas en la epidermis o durante la anastomosis quirúrgica. 
Este tipo de grapadora no se parece a una grapadora estándar, ya que no tiene yunque. Las grapas para la piel suelen tener la forma de una M. Al presionar la grapadora en la piel y aplicar presión sobre el mango, la grapa se dobla a través de la piel y hacia la fascia, hasta que los dos extremos casi se encuentran en el medio para formar un rectángulo. 
Las grapadoras quirúrgicas se usan comúnmente durante las resecciones intestinales en cirugía colorrectal. A menudo, estas grapadoras tienen una cuchilla integrada que, a medida que se despliegan, corta el intestino y mantiene el campo aséptico. Las grapas se suministran típicamente en cartuchos esterilizados desechables.

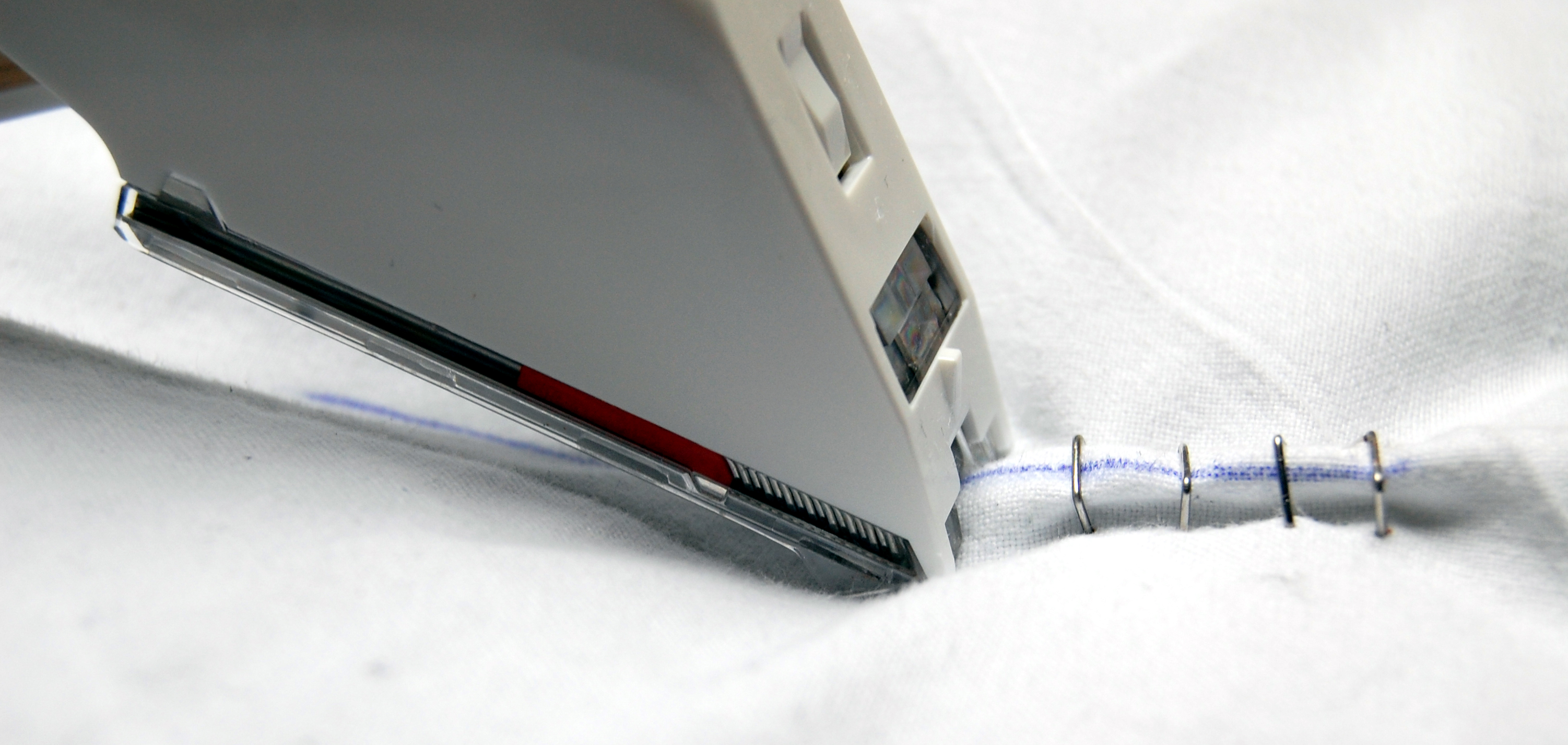
Grapadora de piel.
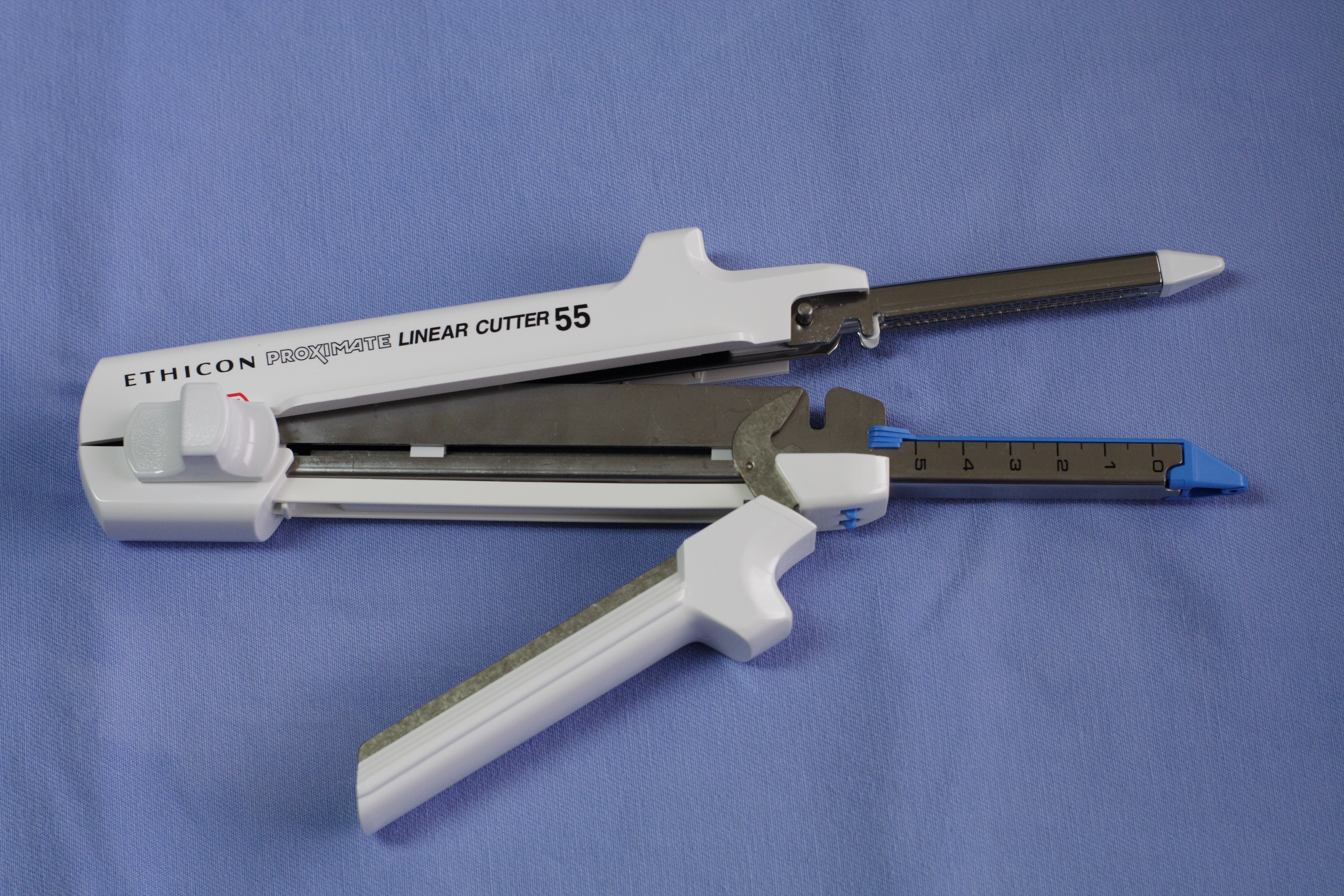
Grapadora quirúrgica.